# The Dark Eye
The Dark Eye è un videogioco per Microsoft Windows e Mac OS realizzato da Inscape nel 1995. Si tratta di una avventura grafica con visuale in prima persona e interfaccia "punta e clicca", ispirata alle opere di Edgar Allan Poe. Per realizzare la grafica delle varie scene è stata impiegata la tecnica detta claymation; le musiche sono state composte da Thomas Dolby, e tra i doppiatori è presente William Burroughs.

## Trama
Ambientato in una imprecisata epoca (probabilmente nell''800) il protagonista, cadendo in trance, rivive tre racconti di Poe: Il barile di Amontillado, Il cuore rivelatore e Berenice.